# هبة بن جماز
هبة بن جماز أحد أمراء إمارة آل مهنا، تولى إمارة المدينة المنورة ما بين 773 هـ إلى 782 هـ.

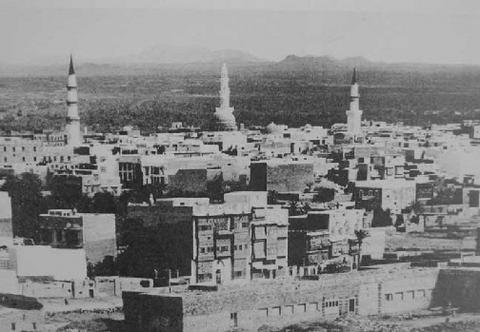
المدينة قديماً

## نسبه
هو الأمير هبة الله  بن سليمان بن جماز بن منصور بن جماز بن شيحة بن هاشم بن قاسم بن مهنا بن حسين بن مهنا بن داود بن قاسم بن عبد الله بن عبيد الله بن طاهر بن يحيى بن الحسين بن جعفر بن عبد الله ابن الحسين بن زين العابدين بن الحسين بن علي بن أبي طالب.

## نبذة
حكم بالمذهب الشافعي وأقام السنة فقد ظَفِرت السُّنَّة من البدعة وحَسُنُ الزمان وعرف زمن الأمير هبة بأنه زمن المذهب الشافعي فالسُّلطانُ شافعيٌّ، والقاضي شافعيٌّ، وشيخُ خدَّام الحرم شافعيٌّ، وهذا مِمَّا لم يُعهد في عصرٍ من الأعصار.

## وصلات خارجية
- بحوث ودراسات المدينة المنورة
- أمراء المدينة من آل مهنا